# Hyposoter planatus
Hyposoter planatus là một loài tò vò trong họ Ichneumonidae.